# Cholecystokinin
Cholecystokinin (CCK, dříve též pankreozymin) je peptidický hormon, který je vylučován buňkami tenkého střeva. K jeho tvorbě dochází tehdy, je-li v dvanáctníku přítomno velké množství mastných kyselin a aminokyselin, což značí přítomnost tráveniny v této části střeva. Vyloučený CCK následně způsobuje vylučování pankreatické šťávy ze slinivky; zejména navozuje přítomnost trávicích enzymů v této šťávě.